# Jergali Bulegenow
Jergali Bulegenow (kasachisch Ерғали Булегенұлы Булегенов; * 26. Oktober 1956 in Südkasachstan, Kasachische SSR) ist ein kasachischer Diplomat und seit Januar 2012 Botschafter Kasachstans in Belarus. 

## Biografie
Bulegenow absolvierte 1984 die Fakultät für Geschichte und Philologie an der Russischen Universität der Völkerfreundschaft in Moskau und 1994 das kasachische Institut für Chemie und Technologie (heute die staatliche Universität Südkasachstan).
Von 1995 bis 1999 war er Mitglied des Ständigen Ausschusses für auswärtige Angelegenheiten, Verteidigung und Sicherheit in der Mäschilis. Anschließend leitete er drei Jahre lang die Abteilung für GUS-Angelegenheiten des Ministeriums für Auswärtige Angelegenheiten der Republik Kasachstan.
Von 2001 bis 2005 übte Bulegenow die Tätigkeiten des Botschaftsrates der Botschaft Kasachstans in der Ukraine aus, bevor er von 2005 bis 2008 erneut die Abteilung für GUS-Angelegenheiten im kasachischen Außenministerium leitete.
Am 13. Juni ernannte ihn Präsident Nursultan Nasarbajew zum bevollmächtigten Botschafter Kasachstans in Spanien und wenige Monate später auch zum ständigen Vertreter des Landes bei der in Madrid ansässigen Welttourismusorganisation.
Seit dem 25. Januar 2012 ist Jergali Bulegenow kasachischer Botschafter in Belarus.